# Undisputed (film)
Undisputed is een Amerikaanse actiefilm uit 2002 onder regie van Walter Hill. De hoofdrollen worden vertolkt door Wesley Snipes en Ving Rhames.

## Verhaal
Ongeslagen zwaargewicht wereldkampioen boksen George "Iceman" Chambers belandt in de gevangenis, nadat hij wordt veroordeeld voor verkrachting van een vrouw. Hij wil zich onmiddellijk bewijzen en hij daagt de ongeslagen gevangeniskampioen Monroe Hutchen uit voor een gevecht. 

## Rolverdeling
- Wesley Snipes - Monroe Hutchen
- Ving Rhames - George "Iceman" Chambers
- Peter Falk - Mendy Ripstein
- Michael Rooker - A.J. Mercker
- Jon Seda - Jesus 'Chuy' Campos
- Wes Studi - Mingo Pace
- Fisher Stevens - Ratbag Kroycek
- Dayton Callie - Yank Lewis
- Amy Aquino - Darlene Early
- Denis Arndt - Warden Lipscom
- Master P - Gat Boyz Rapper 1
- Silkk the Shocker - Gat Boyz Rapper 2
- C-Murder - Gat Boyz Rapper 3
- Ed Lover - Marvin Bonds